# Edit Bauer
Edit Bauer (n. 30 august 1946, Šamorín, Trnavský kraj, Slovacia) este un om politic maghiar din Slovacia, membru al Parlamentului European în perioada 2004-2009 din partea Slovaciei, realeasă în anul 2009. Face parte din Magyar Közösség Pártja, partidul comunității maghiare din Slovacia.